# Операция «Julin»
Операция «Юлин» (англ. Julin) — серия из 8 испытательных подземных ядерных взрывов, осуществлённых США в октябре 1991 года — сентябрь 1992 года на ядерном полигоне в Неваде. Операция Julin следовала за Sculpin и была пока что последней операцией США с ядерными взрывами.
Четыре взрыва произвела Ливерморская национальная лаборатория и четыре Лос-Аламосская национальная лаборатория.
Ядерный взрыв снаряда Divider был последним как в серии Julin, так и последним вообще, осуществлённым США на сегодняшний день. Он был произведён 23 сентября 1992 года. Цель взрыва позиционировалась так: «Тест для обеспечения безопасности американских сил сдерживания». 1 октября 1992 года Джордж Буш-старший объявил мораторий на ядерные испытания.

## Список ядерных взрывов Julin
| Взрывы операции Julin | Взрывы операции Julin | Взрывы операции Julin    | Взрывы операции Julin | Взрывы операции Julin                                 |
| Испытания             | Дата                  | Место                    | Мощность              | Примечания                                            |
| --------------------- | --------------------- | ------------------------ | --------------------- | ----------------------------------------------------- |
| Lubbock               | 18 октября 1991       | Ядерный полигон в Неваде | 20-150 кт             |                                                       |
| Bristol               | 26 ноября 1991        | Ядерный полигон в Неваде | <20 кт                | Последний подрыв, произведённый Великобританией       |
| Junction              | 26 марта 1992         | Ядерный полигон в Неваде | 20-150 кт             |                                                       |
| Diamond Fortune       | 30 апреля 1992        | Ядерный полигон в Неваде | <20 кт                |                                                       |
| Victoria              | 19 июня 1992          | Ядерный полигон в Неваде | <20 кт                |                                                       |
| Galena-Yellow         | 23 июня 1992          | Ядерный полигон в Неваде | 3 кт                  | Одновременный подрыв, трёх снарядов находящихся рядом |
| Galena-Orange         | 23 июня 1992          | Ядерный полигон в Неваде | 3 кт                  | Одновременный подрыв                                  |
| Galena-Green          | 23 июня 1992          | Ядерный полигон в Неваде | 3 кт                  | Одновременный подрыв                                  |
| Hunters Trophy        | 18 сентября 1992      | Ядерный полигон в Неваде | <20 кт                |                                                       |
| Divider               | 23 сентября 1992      | Ядерный полигон в Неваде | <20 кт                | Последний подрыв, произведённый США                   |